# Казка про доброго Умара
Казка про доброго Умара – радянський чорно-білий мультфільм 1938 року . Екранізація узбецької народної казки . Стрічка знаходиться в громадському надбанні, оскільки випущена понад 70 років тому.

## Сюжет
Умар — маленький бідний хлопчик, який заробляє життя тим, що збирає і продає хмиз багатому баю . Одного разу собака вкрала їжу у багатія, і той намірився її вбити. Умар врятував тварину, віддавши баю назад щойно зароблені гроші. Тепер пес допомагає Умару тягати хмиз, але бай відмовляється платити, пропонуючи за дрова лише плівку . Хлопчик ділиться їм із собакою та кішкою, так у нього з'являється ще один друг.
Умару є змія, що говорить, яка залишає йому за його доброту чарівний перстень : варто його повернути три рази і загадати бажання, як воно здійсниться. Насамперед хлопчик бажає чан плову, потім багатий одяг і розкішний палац . Бай у нерішучості заходить до нього в покої, вибачається і вивідує у простодушного хлопчика секрет його чаклунства, виманює перстень. Новий господар чарівного кільця укладає Умара у в'язницю, а собі створює не менш розкішний палац на острові.
До лиходія пробираються Кішка і Пес, що вирішили врятувати свого доброго господаря. Тварини витягують коробочку з перстнем з-під подушки бою, той кидається за ними в погоню, але друзі встигають доставити Умару кільце. Хлопчик знову стає багатим, а бай посоромлений.

## Творці
- Сценарій: Л.Л. Лєсной
- Режисер: О. Євмененко
- Композитор: Ю. Микільський
- Художник-постановник: Олександра Сніжко-Блоцька [1]